# Municipio de Plum Hill
El municipio de Plum Hill (en inglés: Plum Hill Township) es un municipio ubicado en el condado de Washington en el estado estadounidense de Illinois. En el año 2010 tenía una población de 537 habitantes y una densidad poblacional de 5,48 personas por km².

## Geografía
El municipio de Plum Hill se encuentra ubicado en las coordenadas 38°20′53″N 89°32′34″O / 38.34806, -89.54278. Según la Oficina del Censo de los Estados Unidos, el municipio tiene una superficie total de 97.92 km², de la cual 97,89 km² corresponden a tierra firme y (0,03 %) 0,03 km² es agua.

## Demografía
Según el censo de 2010, había 537 personas residiendo en el municipio de Plum Hill. La densidad de población era de 5,48 hab./km². De los 537 habitantes, el municipio de Plum Hill estaba compuesto por el 98,51 % blancos, el 0,37 % eran afroamericanos y el 1,12 % eran de una mezcla de razas. Del total de la población el 1,86 % eran hispanos o latinos de cualquier raza.